# ボーイ・ガール・ドッグ・キャット・マウス・チーズ
『ボーイ・ガール・ドッグ・キャット・マウス・チーズ』（英: Boy Girl Dog Cat Mouse Cheese）は、アメリカ・フランス・アイルランド合作のテレビアニメ。

## 登場人物
ボーイ
声:ジャスティン・マイケル
心配性で感情豊かな10代の少年。
ガール
声:アリソン・リー・ローゼンフェルド
騒々しく反抗的な10代の少女。
ドッグ
声:ジャスティン・アンセルミ
雄のジャーマンシェパードとテリアのミックス犬。
キャット
声:エリカ・シュローダー
奇妙な行動をとり、ユニークな能力を持つトルコのヴァン神族の女性、たいていはニャーニャーと鳴き。
マウス
声:エイブ・ゴールドファーブ
雄のしゃべるネズミ。
チーズ
声:エリカ・シュローダー
擬人化された女性のリンブルガーチーズ。